# Algar de Mesa
Algar de Mesa è un comune spagnolo di 67 abitanti situato nella comunità autonoma di Castiglia-La Mancia.